# Àngels Montolio Andreu
Àngels Montolio Andreu (L'Hospitalet de Llobregat, 6 d'agost de 1975) és una extennista catalana.
En el seu palmarès hi ha tres títols individuals del circuit WTA que li van permetre arribar a la vint-i-dosena posició del rànquing mundial l'any 2002. En la modalitat de dobles femenins va guanyar un títol al circuit ITF i va arribar al 114è lloc del rànquing mundial. Va formar part de l'equip espanyol de Copa Federació en diverses ocasions.
Va iniciar la seva carrera tennística al Centre de Tecnificació de la Federació Catalana de Tennis i va participar en torneigs internacionals des de l'any 1996. En categoria júnior va guanyar el prestigiós torneig de l'Orange Bowl l'any 1993 i ha estat cinc vegades campiona de Catalunya. Es va retirar el 15 d'octubre de l'any 2003. És una de les esportives rellevants de la ciutat de l'Hospitalet. Actualment es dedica a la docència.

## Palmarès

### Individual: 5 (3−2)
| Llegenda                     |
| ---------------------------- |
| Grand Slam (0−0)             |
| WTA Tour Championships (0−0) |
| Tier I (0−0)                 |
| Tier II (0−0)                |
| Tier III (1−1)               |
| Tier IV (2−1)                |
| Tier V (0−0)                 |

| Títols per superfície |
| --------------------- |
| Dura (0−0)            |
| Gespa (0−0)           |
| Terra batuda (3−2)    |

| Resultat   | Núm. | Data                 | Torneig           | Superfície   | Oponent            | Marcador         |
| ---------- | ---- | -------------------- | ----------------- | ------------ | ------------------ | ---------------- |
| Finalista  | 1.   | 18 de juliol de 1999 | Palerm, Itàlia    | Terra batuda | Anastassia Mískina | 6−3, 6−7(3), 2−6 |
| Guanyadora | 1.   | 9 d'abril de 2001    | Estoril, Portugal | Terra batuda | Elena Bovina       | 3−6, 6−3, 6−2    |
| Guanyadora | 2.   | 30 d'abril de 2001   | Bol, Croàcia      | Terra batuda | Mariana Díaz Oliva | 3−6, 6−2, 6−4    |
| Finalista  | 2.   | 21 de maig de 2001   | Madrid, Espanya   | Terra batuda | A. Sánchez Vicario | 5−7, 0−6         |
| Guanyadora | 3.   | 1 d'abril de 2002    | Porto, Portugal   | Terra batuda | Magüi Serna        | 6−1, 2−6, 7−5    |

### Equips: 1 (1−0)
| Resultat   | Núm. | Data                 | Torneig                             | Superfície   | Equip                                                 | Oponents                                            | Marcador |
| ---------- | ---- | -------------------- | ----------------------------------- | ------------ | ----------------------------------------------------- | --------------------------------------------------- | -------- |
| Guanyadora | 1.   | 24 de juliol de 1994 | Copa Federació, Frankfurt, Alemanya | Terra batuda | Conchita Martínez V. Ruano Pascual A. Sánchez Vicario | Lindsay Davenport Gigi Fernandez Mary Joe Fernandez | 3−0      |

## Trajectòria

### Individual
| Open d'Austràlia | A   | 1R  | A   | 1R  | A   | A  | 2R | 1R | 1R  | Q1 | 0 / 5 | 1 − 5 |
| Roland Garros | 1R  | Q1  | 1R  | 1R  | A   | Q2 | 2R | 2R | 1R  | A  | 0 / 6 | 2 − 6 |
| Wimbledon | A   | A   | 1R  | A   | A   | A  | 1R | 3R | 1R  | A  | 0 / 4 | 2 − 4 |
| US Open | 1R  | Q1  | 1R  | A   | A   | 3R | 1R | 3R | 1R  | A  | 0 / 6 | 4 − 6 |
| Rànquing a final d'any | 105 | 174 | 110 | 261 | 277 | 60 | 60 | 23 | 133 | −  |       |       |
| Llegenda: G: Guanyadora; F: Finalista; SF: Semifinalista; QF: Quarts de final; Q: Qualificació; A: Absent; RR: Round Robin |     |     |     |     |     |    |    |    |     |    |       |       |